# Anne Stewart, Condessa de Galloway
Anne Stewart (nascida Anne Dashwood; Kirtlington, 1743 — Londres, 8 de janeiro de 1830) foi uma nobre inglesa. Ela foi condessa de Galloway pelo seu casamento com John Stewart, 7.° Conde de Galloway.

## Família
Anne foi a terceira filha e criança nascida de Sir James Dashwood, 2.° Baronete Dashwood e de Elizabeth Spencer. Os seus avós paternos eram Robert Dashwood e Dorothy Read. Os seus avós maternos eram Edward Spencer e Anne.
Ela teve quatro irmãos, que eram: Catherine, esposa de Lucy Knightly, um membro do Parlamento; Elizabeth, esposa de George Montagu, 4.° Duque de Manchester; Sir Henry Watkin Dashwood, 3.° Baronete Dashwood, marido de Mary Helen Graham, e Thomas, membro da Companhia Britânica das Índias Orientais, e casado com Charlotte Louisa Auriol.

## Biografia
Com cerca de 21 anos de idade, Anne casou-se com o futuro conde John Stewart, de 28 anos, em Londres, no dia 13 de junho de 1764. Ele era filho de Alexander Stewart, 6.° Conde de Galloway e de Catherine Cochrane. John tinha sido casado anteriormente com Charlotte Mary Greville.

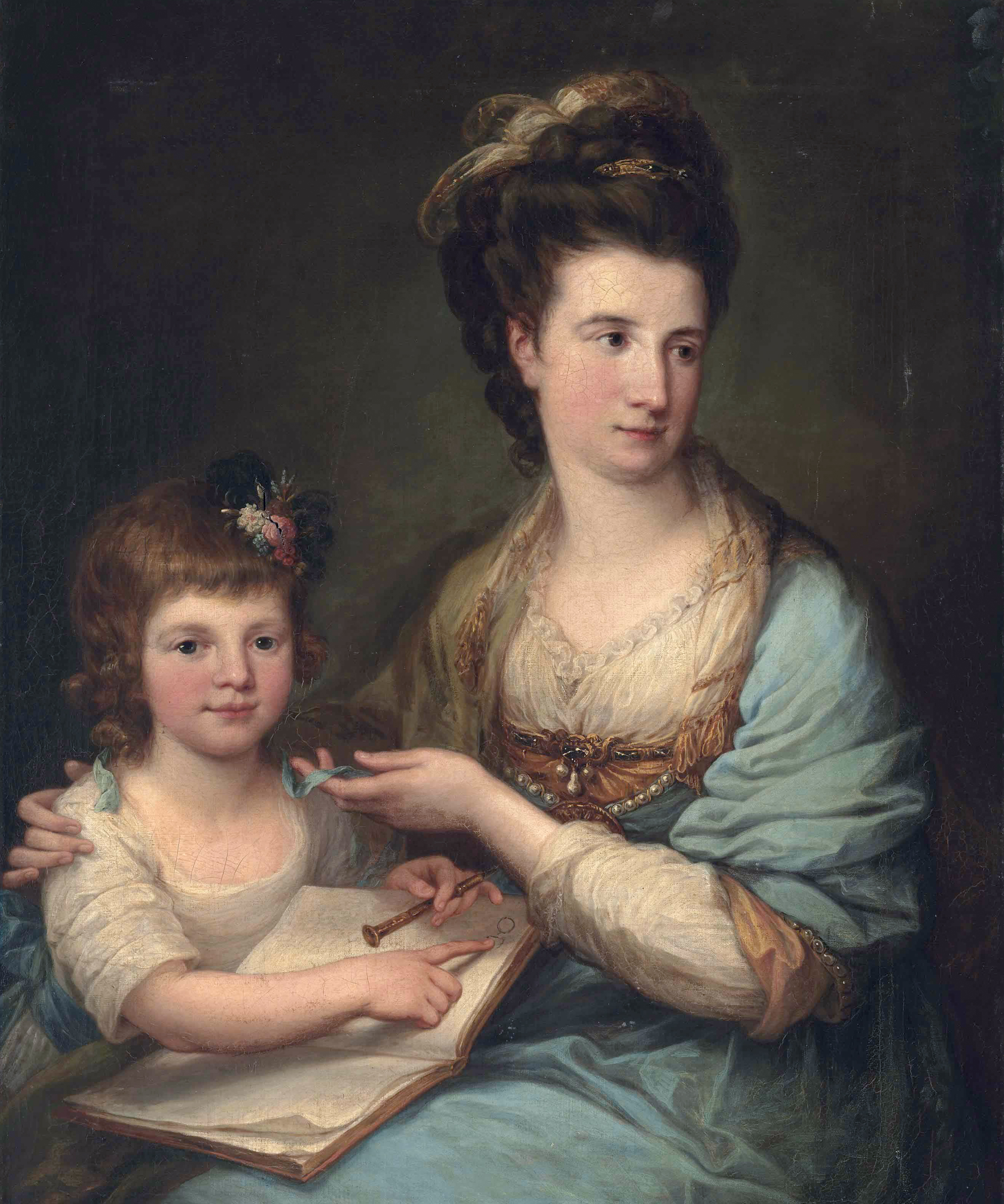
A condessa Anne com sua filha, Susan, pintadas por Angelika Kauffmann.

O casal teve dezesseis filhos, oito meninos e oito meninas.
Anne tornou-se condessa de Galloway a partir da ascensão do marido ao título, em 24 de setembro de 1773.
A condessa ficou viúva em 13 de novembro de 1806. Anne faleceu em 8 de janeiro de 1830, com aproximadamente 87 anos de idade.

## Descendência
- Charlotte Stewart (m. 1842), foi esposa de Sir Edward Crofton, 3.° Baronete Lowther-Crofton, com quem teve seis filhos;
- Sophia Stewart (m. 1809), esposa do coronel William Bligh, com quem teve dois filhos;
- Caroline Stewart (m. 1818), casada com o reverendo George Rushout-Bowles, com quem teve quatro filhos;
- Elizabeth Euphemia Stewart (m. 12 de novembro de 1855), esposa de William Philips Inge. Sem descendência;
- Filho;
- Filho;
- Filha;
- Catherine Stewart (1765 – 20 de setembro de 1836), casada com Sir James Graham, 1.° Baronete Graham, com quem teve oito filhos;
- Susan Stewart (10 de abril de 1767 – 2 de abril de 1841), foi esposa de George Spencer-Churchill, 5.º Duque de Marlborough, com quem teve três filhos;
- George Stewart, 8.° Conde de Galloway (24 de março de 1768 – 27 de março de 1834), almirante da Marinha Real Britânica. Foi marido de Jane Paget, com quem teve quatro filhos;
- Anne Harriet Stewart (c. 1770 – 30 de janeiro de 1850), esposa de Spencer Stanley Chichester, com quem teve cinco filhos;
- William Stewart (10 de janeiro de 1774 – 7 de janeiro de 1827), membro do Parlamento. Foi casado com Frances Douglas, com quem teve dois filhos;
- Charles James Stewart (15 de abril de 1775 – 13 de julho de 1837), bispo de Quebec, no Canadá;
- Montgomery Granville John Stewart (15 de abril de 1780 – 10 de janeiro de 1860), marido de Catherine Honyman, com quem teve oito filhos;
- Edward Richard Stewart (5 de maio de 1782 – 27 de maio de 1851), membro do Parlamento. Foi casado com Katherine Charteris, com quem teve quatro filhos;
- James Henry Keith Stewart (22 de outubro de 1783 – 18 de julho de 1836), membro do Parlamento. Foi marido de Henrietta Anne Madan, com quem teve dois filhos.